# Kolera

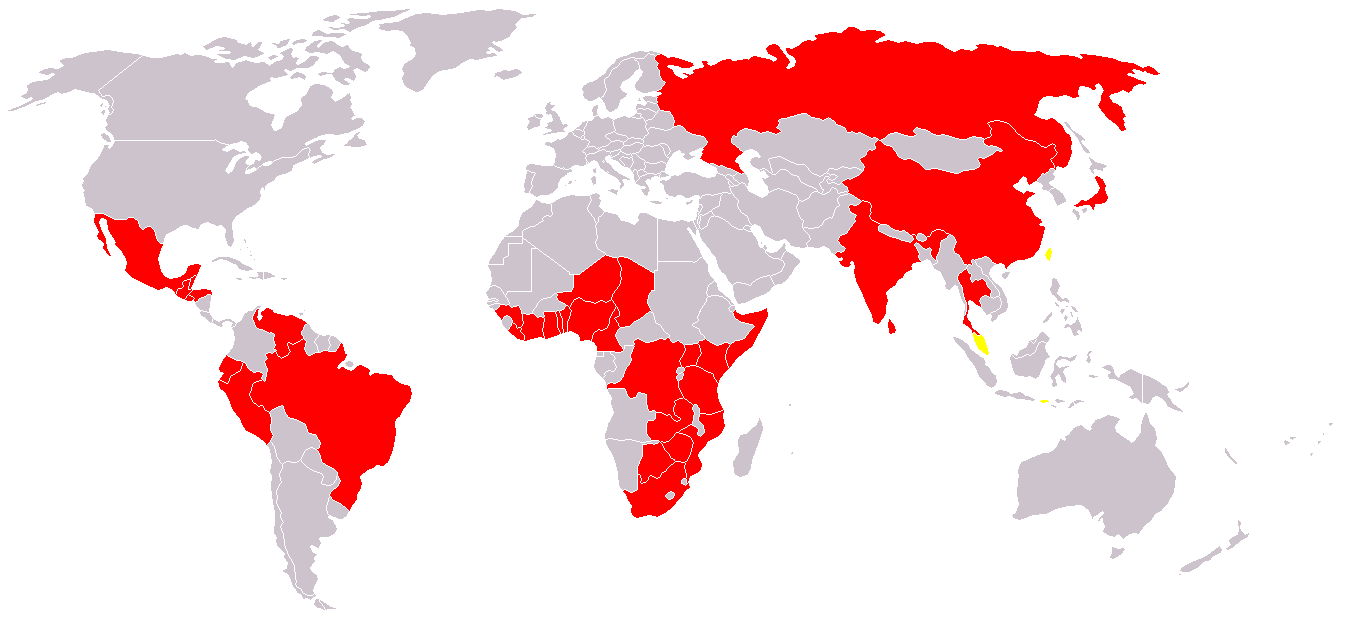
Spridningen av kolera. Rött anger länder där epidemier är vanligt förekommande, gula fält visar länder där kolera förekommer sporadiskt.

Kolera är en smittsam tarmsjukdom i tunntarmen som orsakas av bakterien Vibrio cholerae via ett exotoxin. Toxinet verkar genom att påverka adenylatcyklas vilket resulterar i att tarmens celler börjar utsöndra elektrolyter med vilka vatten dras med. Sjukdomen kan inom några få timmar eller dagar ge våldsamma kräkningar och diarréer som kan leda till döden. 
I de tidiga stadierna av sjukdomen kan patienterna uppleva diarré, illamående, kräkningar och buksmärtor. När sjukdomen fortskrider kan uttorkning bli ett betydande problem, vilket leder till extrem törst, muskelkramper och svaghet. I allvarliga fall kan patienterna drabbas av lågt blodtryck, snabb hjärtfrekvens (när kroppen försöker kompensera för minskad vätskemängd), och kramper.
Det är viktigt att notera att kolera idag är lätt att behandla om den upptäcks tidigt, men kan bli livshotande om den lämnas obehandlad. Behandlingen omfattar vanligtvis administrering av vätska och elektrolyter för att förhindra uttorkning, samt antibiotika för att bekämpa infektionen.
Det farligaste med kolera är den mycket stora vätskeförlusten, som kan uppstå efter kort tid. Obehandlad kan vätskeförlusten leda till döden inom ett dygn efter sjukdomens utbrott. Effekterna av sjukdomen går enkelt att bryta om kunskap om sjukdomen finns, vilket dessvärre inte alltid är fallet i vissa utvecklingsländer. I sådana länder är sjukdomen därför ofta dödligt farlig, medan överlevnadsstatistiken i de industrialiserade länderna är mycket hög. Behandlingen vid måttliga besvär är stort tillskott av vätska, med nödvändiga salter för att undvika saltbrist. I allvarligare fall kan tunntarmens förmåga att ta upp vatten vara helt satt ur spel, och vätska måste då ges intravenöst. Med behandling kan dödligheten gå ner till under 1 procent, men utan behandling avlider omkring hälften av de drabbade. 

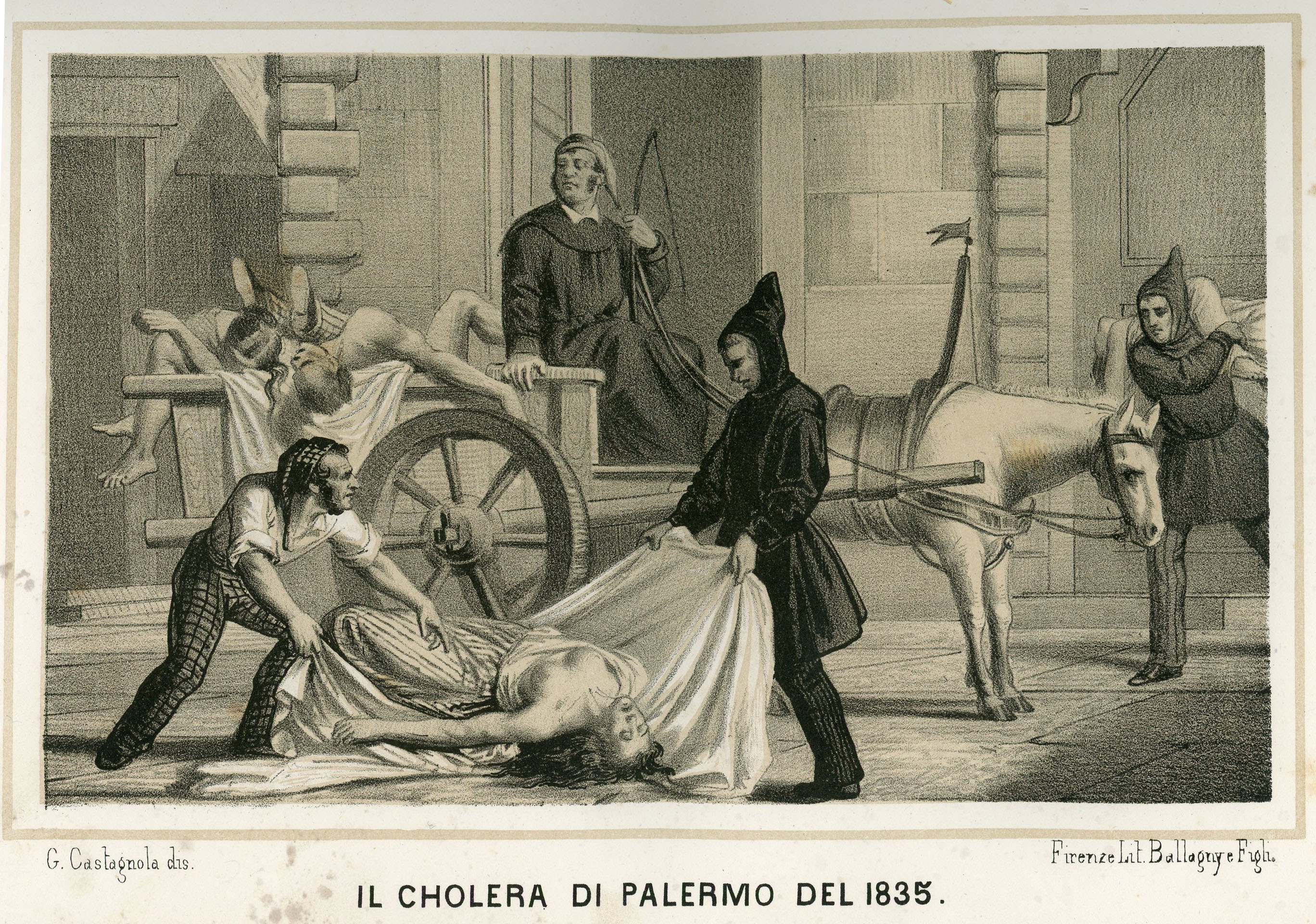
Il_cholera_di_Palermo_del_1835

Smittspridning sker via smittat vatten, och bakterien har möjlighet att överleva länge i kallt vatten. Sjukdomen sprids via förorenat dricksvatten. I de länder där sjukdomen uppträder är vattenstandarden otillräcklig. Uttalade epidemier brukar kunna följa i spåren av naturkatastrofer såsom exempelvis jordbävningar. 
Sjukdomen finns numera inte i Sverige, men bakterien kan isoleras från utlandsresenärer, som smittats vid vistelse utomlands där det finns kolera. Under den senaste tioårsperioden har cirka ett fall vartannat år rapporterats i Sverige enligt Smittskyddslagen.

## Kolerans spridning
Kolera har sitt ursprung runt Ganges, och spred sig ibland över andra delar av Indien. Det första nedskrivna tillfället av kolera nedtecknades i en indisk sjukjournal 1563. Sjukdomen var känd i Europa, men man trodde att den var en uteslutande tropisk sjukdom som inte kunde spridas norrut och västerut. År 1817 spred sig dock koleran till Sydostasien genom truppförflyttningar och pilgrimsresor. Möjligen berodde spridningen även på att en aggressivare variant av kolerabakterien hade uppstått.
År 1820 hade sjukdomen spridit sig till Kina och 1821 till Arabiska halvön. Inom några år fanns den även i Kaukasus och vid Kaspiska havet samt i Sibirien och 1830 drabbades Moskva. Från Ryssland spred sig koleran med den ryska armén till Polen. Hösten 1831 drabbades England och snart därpå slog koleran till i Paris mitt under karnevalen. Samma år fördes den över till Nordamerika. Epidemin höll i sig till 1838 och drabbade somliga områden flera gånger, däribland Norge. Sverige drabbades första gången 1834. Detta år dog omkring 1 550 000 människor i Europa i sjukdomen, hälften av dem i Ryssland.
År 1848 drabbade en ny våg av kolera Europa. Sjukdomen höll i sig och blossade upp varje sommar fram till 1858. Antalet dödsoffer blev dock mindre i denna epidemi än i den förra, kanske för att en viss immunitet hade uppstått. I mitten av 1860-talet kom ännu en våg som spred sig så långt norrut som till Haparanda. År 1883 dök koleran än en gång upp i Europa, den här gången spred den sig från Egypten. Epidemin höll i sig till 1896, men framsteg inom medicinen och förbättrade sanitetssystem har därefter i stort sett hållit koleran borta från Europa. Under de europeiska epidemierna på 1800-talet dog omkring hundra miljoner människor i kolera.
Koleran riskerar fortfarande att blossa upp i krigszoner och vid naturkatastrofer, exempelvis vid ryska revolutionen 1917, under kriget i Bangladesh 1971, Irakkriget 2003–2011 och efter jordbävningen i Haiti 2010. I Zimbabwe rasade en koleraepidemi 2008–2009 och enskilda utbrott av sjukdomen fortsätter att drabba landet.

### Koleraepidemier i Sverige

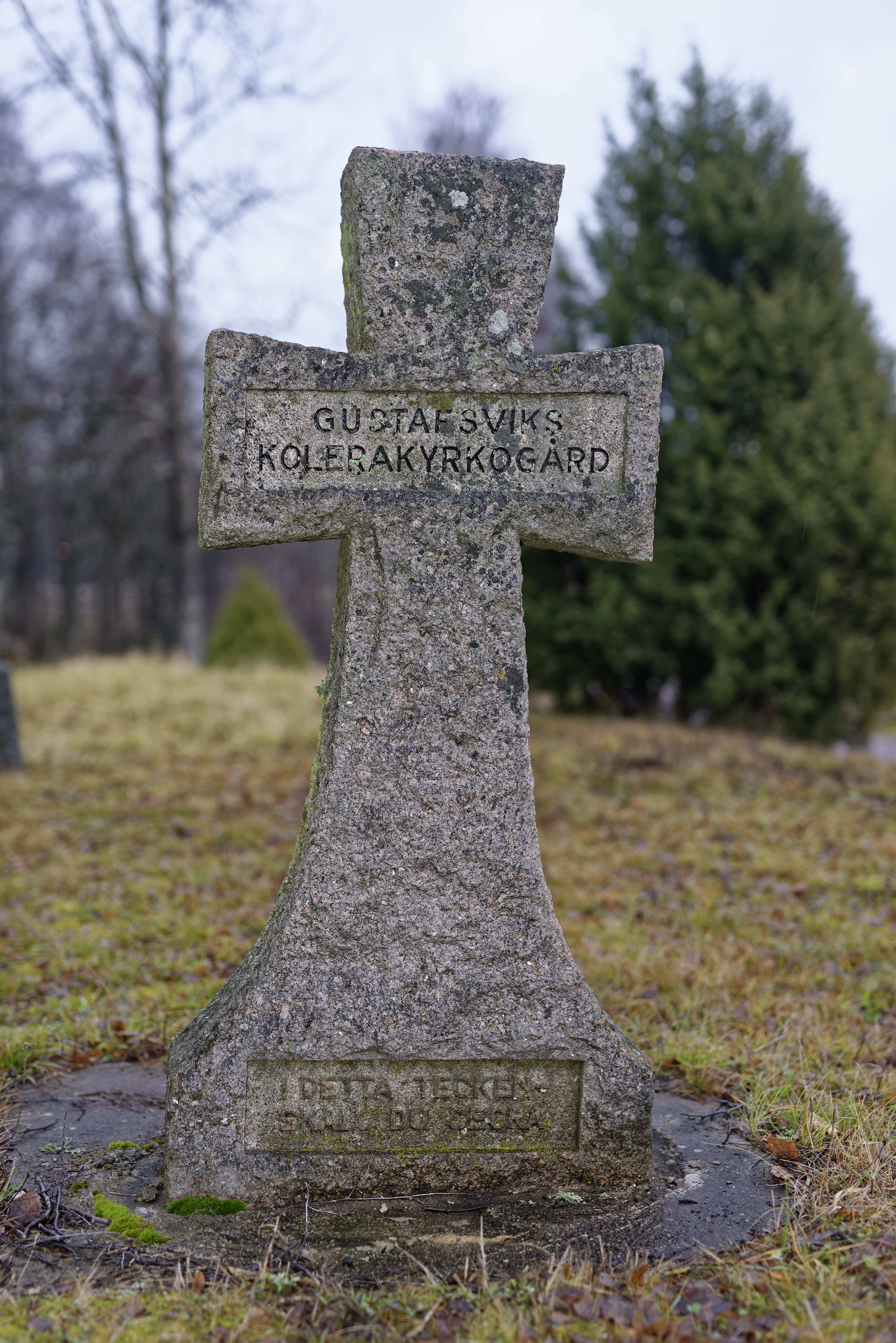
Minnessten från Kristinehamn. Gustavsviks kolerakyrkogård

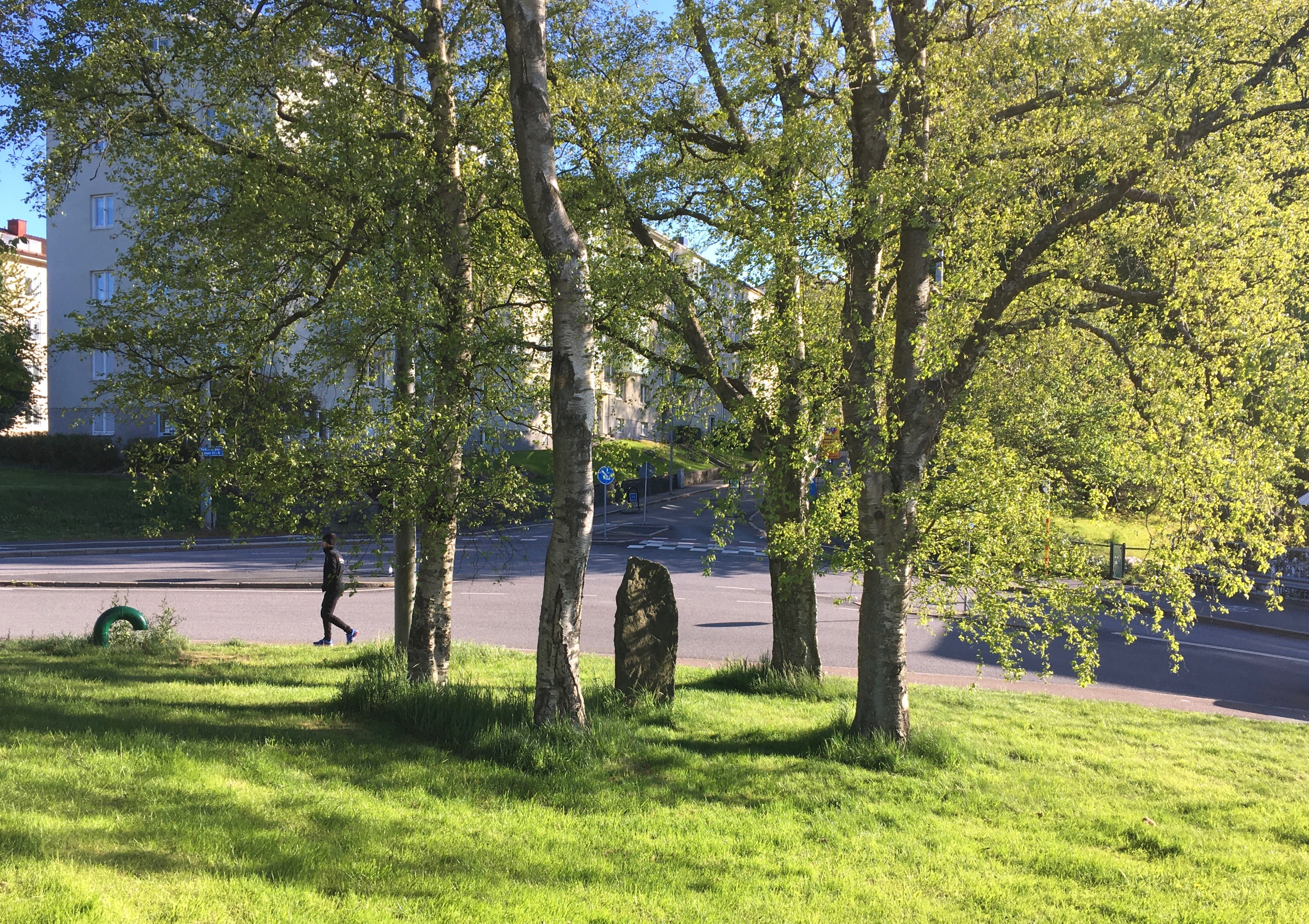
Kolerakyrkogården i Lunden sedd från söder mot Sankt Pauligatan i Göteborg.

Sverige var hårt drabbat av kolera under 1800-talet. De första fallen av kolera i Sverige visade sig i juli 1834 och i augusti samma år bröt den första epidemin ut i Göteborg och  i Stockholm. Koleran återkom åren 1850, 1852,  1853, 1855, 1857, 1859 och 1866. Antalet sjukdomsfall minskade sedan emellertid kraftigt i takt med att moderna avloppssystem började byggas och allmänhygienen förbättrades. Enligt statistik publicerad 2017 av Världhälsoorganisationen (WHO), har sedan 1990 tio fall av kolera anmälts i Sverige, varav fyra fall varit importerade från utlandet.
Kolera är en allmänfarlig sjukdom enligt Smittskyddslagen.

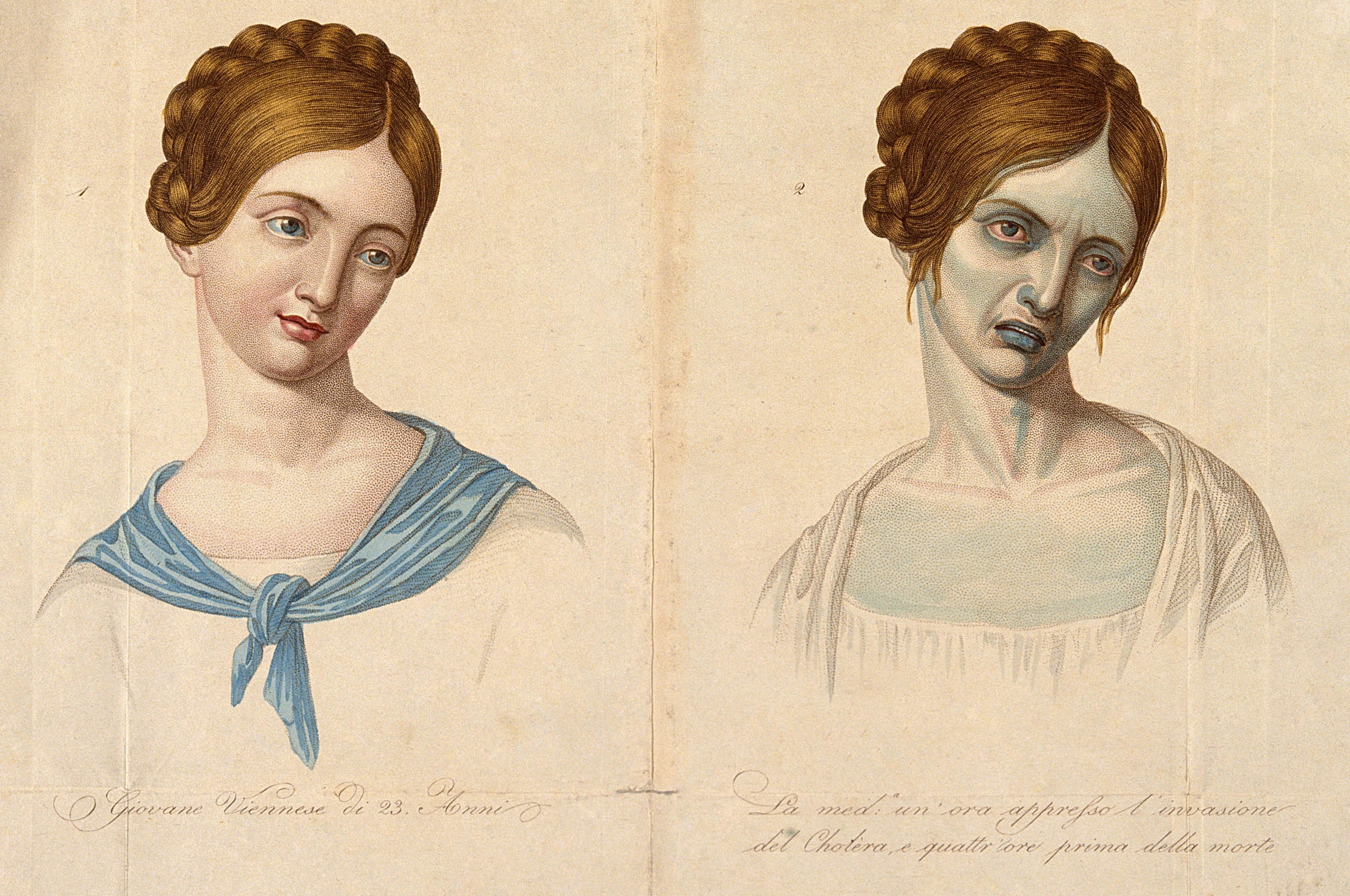
S3_V0010000_V0010485_(cropped)